# Gilles Harlé
Gilles Harlé (* um 1955) ist ein französischer Organist, Cembalist und Musikpädagoge.

## Leben
Harlé hatte Orgelunterricht zunächst bei Jean Costa, darauf bei Xavier Darasse am Konservatorium von Toulouse, wo er mit einer Goldmedaille ausgezeichnet wurde, dann in Paris bei Odile Bailleux und schließlich an der Universität für Musik und darstellende Kunst Wien bei Michael Radulescu. Musikanalyse studierte er am Konservatorium von Toulouse, Orchesterleitung am Konservatorium von Rueil-Malmaison und in Wien und Cembalo am Pariser Konservatorium bei Noëlle Spieth. Er war Preisträger der internationalen Orgelwettbewerbe von Toulouse (1981), Brügge (1982) und Innsbruck (1986). Er ist Titularorganist an der Cavaillé-Coll-Orgel der Kirche Les Billettes in Paris und unterrichtet Orgel am Konservatorium von Meaux und Cembalo am Konservatorium von Bourg-la-Reine.
Neben seiner Konzerttätigkeit in Frankreich und im Ausland spielt Harlé in verschiedenen Ensembles wie La Grande Ecurie, La Chambre du Roy, La Chapelle Royale, Les Jeunes Solistes, Ars Nova und La Simphonie du Marais. Er veröffentlichte mehrere CDs mit Orgelwerken u. a. von Louis-Antoine Dornel, Johann Pachelbel, Friedrich Wilhelm Zachow, Max Reger und Helmut Walcha.